# 프레르 자크
프레르 자크(프랑스어: Frère Jacques)는 프랑스에서 기원한 동요이다. 짧은 가락으로 부를 수도 있고, 돌림노래로 부를 수도 있다.
가락은 단순하다: 도레미도 도레미도 미파솔 미파솔 / 솔라솔파미도 솔라솔파미도 / 도솔도 도솔도.
영어권에서는 “Brother John”으로 알려져 있으며, 한국어 가사는 “우리서로 학교길에”, “동물 흉내” 등으로 불린다.

## 프랑스어

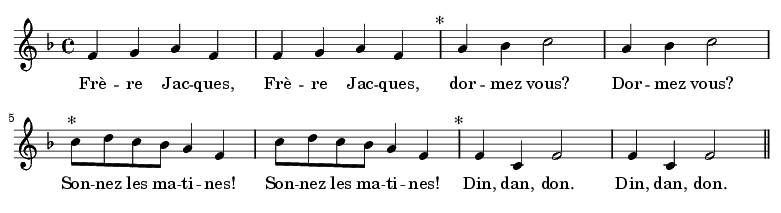
프레르 자크 악보와 가사

Frère Jacques, Frère Jacques,(자크 형제님, 자크 형제님,)
Dormez-vous? Dormez-vous?(주무시고 계십니까? 주무시고 계십니까?)
Sonnez les matines! Sonnez les matines!(아침 예배 종을 치세요! 아침 예배 종을 치세요!)
Din, dan, don. Din, dan, don.(딩댕동, 딩댕동)

## 한국어

### 안녕
우리서로 학교길에
만나면 만나면
웃는얼굴 하고 인사나눕시다
얘들아 안녕

### 동물 흉내
오리는 꽉꽉 오리는 꽉꽉
염소 음메 염소 음메
돼지는 꿀꿀 돼지는 꿀꿀
소는 음머 소는 음머

## 중국어
1925년 당시 중화민국 육군 군관 학교 학생이었던 쾅융(邝鄘)이 프레르 자크를 개사한 노래가 이후 “국민혁명가”(国民革命歌)라는 이름으로 보급돼 전국에서 불렸다.
打倒列強，打倒列強，(열강을 타도하자, 열강을 타도하자,)
除軍閥，除軍閥。(군벌을 몰아내자, 군벌을 몰아내자.)
努力國民革命，努力國民革命，(국민혁명에 노력하자, 국민혁명에 노력하자,)
齊奮鬥，齊奮鬥。(모두 힘쓰자, 모두 힘쓰자.)
工農學兵，工農學兵，(모든 국민들, 모든 국민들,)
大聯合，大聯合。(힘을 합치자, 힘을 합치자.)
打倒帝國主義，打倒帝國主義，(제국주의를 타도하자, 제국주의를 타도하자,)
齊奮鬥，齊奮鬥。(모두 힘쓰자, 모두 힘쓰자.)
打倒列強，打倒列強，(열강을 타도하자, 열강을 타도하자,)
除軍閥，除軍閥。(군벌을 몰아내자, 군벌을 몰아내자.)
國民革命成功，國民革命成功，(국민혁명을 성공시키자, 국민혁명을 성공시키자,)
齊歡唱，齊歡唱。(모두 즐겁게 노래하자, 모두 즐겁게 노래하자.)

## 편곡
- 말러의 교향곡 1번의 3악장에서 이 곡을 단조로 편곡해서 장송곡처럼 썼다.